# ウンベルト・D
『ウンベルトD』（Umberto D.）は、1952年のイタリアの映画。監督はヴィットリオ・デ・シーカ。脚本はチェーザレ・ザバッティーニ。音楽はアレッサンドロ・チコニーニ。デ・シーカは、この作品を自身の父親に捧げた（父の名前は「ウンベルト」である）。出演している俳優のほとんどが素人である。主演のカルロ・バッティスティはフィレンツェ大学の言語学教授だった。

## プロット
警察は、わずかな年金の増額を求める高齢男性たちの組織的な街頭デモを解散させた。デモ参加者の一人は、退職した公務員のウンベルト・D・フェラーリ氏だ。
部屋に戻ると、大家が若いカップルに1時間だけ貸し出して性行為をさせていた。大家は、滞納家賃1万5000リラを払えなければ、月末にウンベルトを追い出すと脅す。ウンベルトは時計と本を何冊か売ったが、集まったのは3分の1に過ぎず、大家は分割払いを拒否する。
一方、思いやりのあるメイドはウンベルトに、自分自身の悩みを打ち明ける。彼女は妊娠3ヶ月だが、二人の恋人（どちらも兵士）のうち、ナポリ出身の背の高い方とフィレンツェ出身の背の低い方、どちらが父親なのかわからないと言う。
体調が悪くなったウンベルトは病院に入院する。扁桃炎と判明し数日後に退院するが、アパートに戻ると作業員たちが部屋全体を改装しているところだった。大家が結婚するのだ。ウンベルトの部屋の壁にはぽっかりと穴が開いていて、メイドによると、それはリビングルームを拡張する為という。メイドは愛犬のフリケの世話をしていたが、ドアが開け放たれており、フリケは逃げ出してしまった。
ウンベルトは市の保健所へ駆けつけ、愛犬を見つけて安堵する。しかし、仕事を持つ友人にそっと借金を頼むが、友人は聞く耳を持たず、路上で見知らぬ人に物乞いをする気にはなれない。ウンベルトは自殺を考えるが、まずはフリケの面倒を見なければならないことを悟る。荷物をまとめてアパートを出て行く時に、メイドへの別れのときに、フィレンツェの恋人を捨てるようアドバイスするのであった。
ウンベルトはフリケの新たな飼い主を探そうとする。最初は犬の世話をしている夫婦に、次に知り合いの女の子に犬を預けようとするが、女の子の乳母に犬を返されてしまう。フリケが子供たちと遊びに行くと、ウンベルトは誰かに引き取られることを期待して、こっそりと立ち去ろうと、歩道橋の下に隠れるが、フリケに見つかる。ついに絶望したウンベルトはフリケを抱きかかえ、猛スピードで列車が近づいてくる線路の上へと歩いていく。フリケは怖くなって身をよじって逃げ出し、ウンベルトはフリケを追いかける。最初はフリケは怖がってウンベルトから隠れているように見えるが、フリケはウンベルトを線路から引き離し、公園に戻そうとしているように見える。追いかけっこは徐々に遊びに変わり、ウンベルトは松ぼっくりでフリケをおびき寄せる。映画はウンベルトとフリケが公園の小道を走り回って遊ぶ場面で終わる。

## キャスト
- ウンベルト・ドメニコ・フェラーリ - 元公務員で年金生活中 : カルロ・バティスティ
- マリア - アパートのメイド : マリア・ピア・カシリオ
- アントニア・ベッローニ - アパートの大家 : リナ・ジェンナリ
- ウンベルトの部屋にいる女性 : イリアナ・シモヴァ
- 病院の修道女 : エレナ・レイ
- 病院の患者 : メンモ・カロテヌート
- アントニアの友人 : アルベルト・アルバリ・バルビエリ
- フリケ - 犬 : ナポレオーネ

## 評価
イングマール・ベルイマンはこの映画を愛好していたとされる。
マーティン・スコセッシは1999年のドキュメンタリー『マーティン・スコセッシ 私のイタリア映画旅行』で、同作を取り上げ、「ネオリアリズムの極限。為すすべもなく立ちつくすとはどういうことかを描いている。人間の経験のとてもベーシックなレベルを。デ・シーカからの大切な贈り物だ。彼の父親と、われわれへの。」とコメントした。

### 受賞とノミネート
| 映画祭・賞       | 部門       | 候補                         | 結果       | 参照 |
| ---------------- | ---------- | ---------------------------- | ---------- | ---- |
| アカデミー賞     | 原案       | チェーザレ・ザヴァッティーニ | ノミネート |      |
| カンヌ国際映画祭 | グランプリ | ヴィットリオ・デ・シーカ     | ノミネート |      |